# Dobrá Voda u Pacova
Dobrá Voda u Pacova település Csehországban, a Pelhřimovi járásban. Dobrá Voda u Pacova Lidmaň, Moraveč, Obrataň, Vysoká Lhota és Kámen településekkel határos. Lakosainak száma 105 fő (2024. január 1.).

## Népesség
A település lakosságának változását az alábbi diagram mutatja:
| Lakosok száma | 256  | 250  | 239  | 108  | 94   | 80   | 95   | 96   | 89   | 105  |
|               | 1869 | 1900 | 1921 | 1961 | 1980 | 2011 | 2016 | 2019 | 2021 | 2024 |